# Махиня, Юрий Александрович
Юрий Александрович Махиня (1 января 1961, Николаев) — советский и украинский футболист, защитник. Мастер спорта СССР (1989).

## Биография
Начал взрослую карьеру в 1979 году в клубе второй лиги «Колос» (Полтава), сыграв 30 матчей за сезон.
В 1980 году перешёл в киевское «Динамо», где провёл следующие пять сезонов. Однако не смог стать основным игроком киевлян, проведя только 6 матчей в высшей лиге. Свой дебютный матч в высшей лиге сыграл 15 августа 1981 года против одесского «Черноморца», заменив на 80-й минуте Виктора Хлуса. В составе «Динамо» стал обладателем ряда трофеев — чемпионом СССР 1980 (не играл) и 1981 (3 матча) годов, серебряным призёром чемпионата 1982 года (2 матча), обладателем Кубка СССР 1982 года (не играл), обладателем Кубка сезона 1980 года (не играл).
Выступал за молодёжную сборную СССР.
В 1985 году перешёл в харьковский «Металлист», также выступавший в высшей лиге, где стал игроком основного состава и за следующие три года сыграл 72 матча и забил один гол в чемпионате страны. Автором гола стал 21 апреля 1985 года в матче против донецкого «Шахтёра». В составе «Металлиста» стал финалистом Кубка Федерации футбола СССР 1987 года. Участник победной кампании харьковского клуба в Кубке СССР 1987/88, выходил на поле в осенних стадиях, однако в зимнее межсезонье покинул клуб.
В первой половине 1988 года выступал за «Таврию» в первой лиге. Летом того же года перешёл в «Буковину», с которой стал победителем зонального турнира второй лиги и чемпионом Украинской ССР 1988 года. На следующий год продолжал играть за черновицкий клуб и стал серебряным призёром первенства Украинской ССР 1989 года.
В 1989—1991 годах играл за чехословацкий клуб «Хемлон» (Гуменне).
В начале 1991 года вернулся в «Буковину» и в её составе отыграл сезон в последнем розыгрыше первой лиги СССР. Весной 1992 года со своей командой стал выступать в высшей лиге Украины, дебютный матч в турнире провёл 7 марта 1992 года против тернопольской «Нивы», а три дня спустя забил свой единственный гол в рамках украинской лиги в ворота «Волыни». Участник первого официального футбольного матча в независимой Украине — 10 февраля 1992 года в игре 1/32 финала Кубка Украины «Буковина»-«Подолье».
Летом 1992 года перешёл в кременчугский «Кремень», также выступавший в высшей лиге. По окончании сезона 1992/93 завершил спортивную карьеру.
Всего за карьеру сыграл 78 матчей (1 гол) в высшей лиге СССР и 44 матча (1 гол) в высшей лиге Украины.